# Argia alberta
Argia alberta – gatunek ważki z rodziny łątkowatych (Coenagrionidae).